# Euphoresia lulengae
Euphoresia lulengae är en skalbaggsart som beskrevs av Louis Burgeon 1942. Euphoresia lulengae ingår i släktet Euphoresia och familjen Melolonthidae. Inga underarter finns listade i Catalogue of Life.